# Массгро-Косс-Горж
Массгро-Косс-Горж (фр. Massegros Causses Gorges) — муніципалітет у Франції, у регіоні Окситанія, департамент Лозер. Массгро-Косс-Горж утворено 1 січня 2017 року шляхом злиття муніципалітетів Ле-Массгро, Ле-Реку, Сен-Жорж-де-Левежак, Сен-Ром-де-Долан i Ле-Вінь. Адміністративним центром муніципалітету є Ле-Массгро. Населення — 936 осіб (01.01.2021).